# Argenore
L’Argenore oder Argenore (1740), laut Libretto-Titel eine Tragedia, ist eine fatalistisch konzipierte Opera seria von Wilhelmine von Bayreuth. Von mehreren Opern, die Wilhelmine während ihrer 20-jährigen, offiziellen Leitung der Hofmusik (1737–1758) in der fränkischen Residenzstadt Bayreuth schuf, ist Argenore die einzige überlieferte mit ihrer eigenen Musik. Auch das (vermutlich französische) Sujet, die (verschollene) Textvorlage, stammt von der Komponistin, womit sie Richard Wagners Idee vom Gesamtkunstwerk aus einer Hand vorgriff. Das tat sie in einer Zeit, als in Deutschland die traditionsreichsten barocken Opern-Bühnen geschlossen waren. Zwar in italienischer Sprache komponiert (italienisches Libretto: Giovanni Andrea Galletti), wurde Argenore vom Schott-Musik-Verlag International in die Serie Das Erbe deutscher Musik aufgenommen. Nach der späten Wiederentdeckung der autographen Partitur im Jahr 1957, insbesondere erst seit der Erst/Uraufführung 1993 durch die Universität Erlangen ist diese Oper Gegenstand musikwissenschaftlicher Forschung und Diskussion.

## Autographe Partitur
Die Musik, bzw.  die autographe Partitur der Oper Argenore in „braunem, mit Kibitzmarmor bezogenem Halbledereinband“ war bis Mitte des 20. Jahrhunderts unbekannt. 1957 wurde sie in der Staatlichen Bibliothek Ansbach als Werk der Komponistin Wilhelmine von Bayreuth identifiziert. Ohne Titelblatt und persönliche Signatur stand sie bis dahin bei den Anonyma. Die Partitur-Handschrift ist in vollständigem Zustand, enthält aber weder Ouvertüre noch Prolog. Wolfgang Hirschmann, der Herausgeber der modernen kritischen Ausgabe, beschreibt die Partitur als ein Konzept-Autograph, das noch nicht die endgültige Fassung darstellt.
Anderes musikalisches Material der Oper ist nicht überliefert. Laut Brief wollte Wilhelmine ihrem Bruder Friedrich dem Großen Abschriften von Arien ihrer Oper schicken, solche sind bisher nicht aufgetaucht. Hirschmann entdeckte, dass eine Arie in Carl Heinrich Grauns Oper Montezuma (Berlin 1755, Libretto: Friedrich der Große) ein musikalisches Arienthemen-Zitat aus Argenore enthält, was bedeuten könnte, dass Wilhelmines Opernmusik im musikalischen Kreis des Berliner Hofes bekannt war.

## Libretto
Immer bekannt war das spätestens 1740 zweisprachig (italienisch/deutsch) in Bayreuth gedruckte Textbuch der Oper (italienischer Gesangstext von Giovanni Andrea Galletti), das im Titel Wilhelmine als Komponistin nennt: „La compositione della musica e di Sua Altezza Reale Federica Sofia Guglielmina“. Dagegen geht daraus nicht hervor, dass sie auch die Handlung erfand, jedoch stellt die Widmung des Italieners Galletti (1710?–1784), an den „Durchlauchtigsten Markgrafen“ klar, dass ihm der „Innhalt“ so „aufgegeben“ war. Seit der Wiederaufführung 1993 besteht kein Zweifel, dass nur Wilhelmine als Autorin der verschollenen, wohl französischen Vorlage in Frage kommt, die von Galletti dann in die italienische Gesangssprache übersetzt wurde. Mit seiner Erklärung, dass die Vorgabe „keine andere Einrichtung und Ausführung“ duldete, entschuldigt er sich für den „Fehler“, ein „Trauer=Spiel“ zum Geburtstagsfest des Bayreuther Markgrafen zu setzen, nach Hirschmann einem „Stoff von extremer Tragizität, von nachgerade antiker Wucht, ein[em] ‚Trauerspiel‘ im emphatischen Sinne, in das Gefäß einer Opera seria […] gepresst“. Über den Verbleib der schriftlichen Vorlage Wilhelmines ist nichts überliefert.
12 der 26 Arientexte sind als Entlehnungen aus Operntexten anderer Autoren, insbesondere Metastasios, durch Asteriscus (Sternchen) markiert, damals gängige Praxis. Der Text-Übersetzer ins Deutsche blieb anonym.
Ihre Librettosammlung, darunter L’Argenore, hat die Bayreuther Markgräfin mit ihrer Bibliothek der Friedrichs-Universität Erlangen vermacht, wo sie seit 1759 verwahrt wird. Exemplare des Librettos L’Argenore befinden sich darüber hinaus auch in anderen Bibliotheken.

### Argomento und „deus ex machina“
Das Argomento im Libretto („Innhalt“ [sic]) erzählt eine Vorgeschichte der Handlung im familiären Herrscher-Milieu, die auf der Bühne erst im Finale bekannt wird und den Grundstein für schreckliche Konsequenzen bildet. Dieses Finale, das dazu führt, dass sich König Argenore, die Titelfigur, auf offener Bühne erdolcht, bedeutet das Gegenteil eines Lieto fine – des guten Endes, das im Absolutismus an höfischen Theatern Usus war. Damit verwandelt sich in Argenore der Terminus Deus ex machina – ein seit der Antike gebräuchliches Coup de theatre zur Konfliktlösung – ins Gegenteil.

## Gestaltung

### Partitur

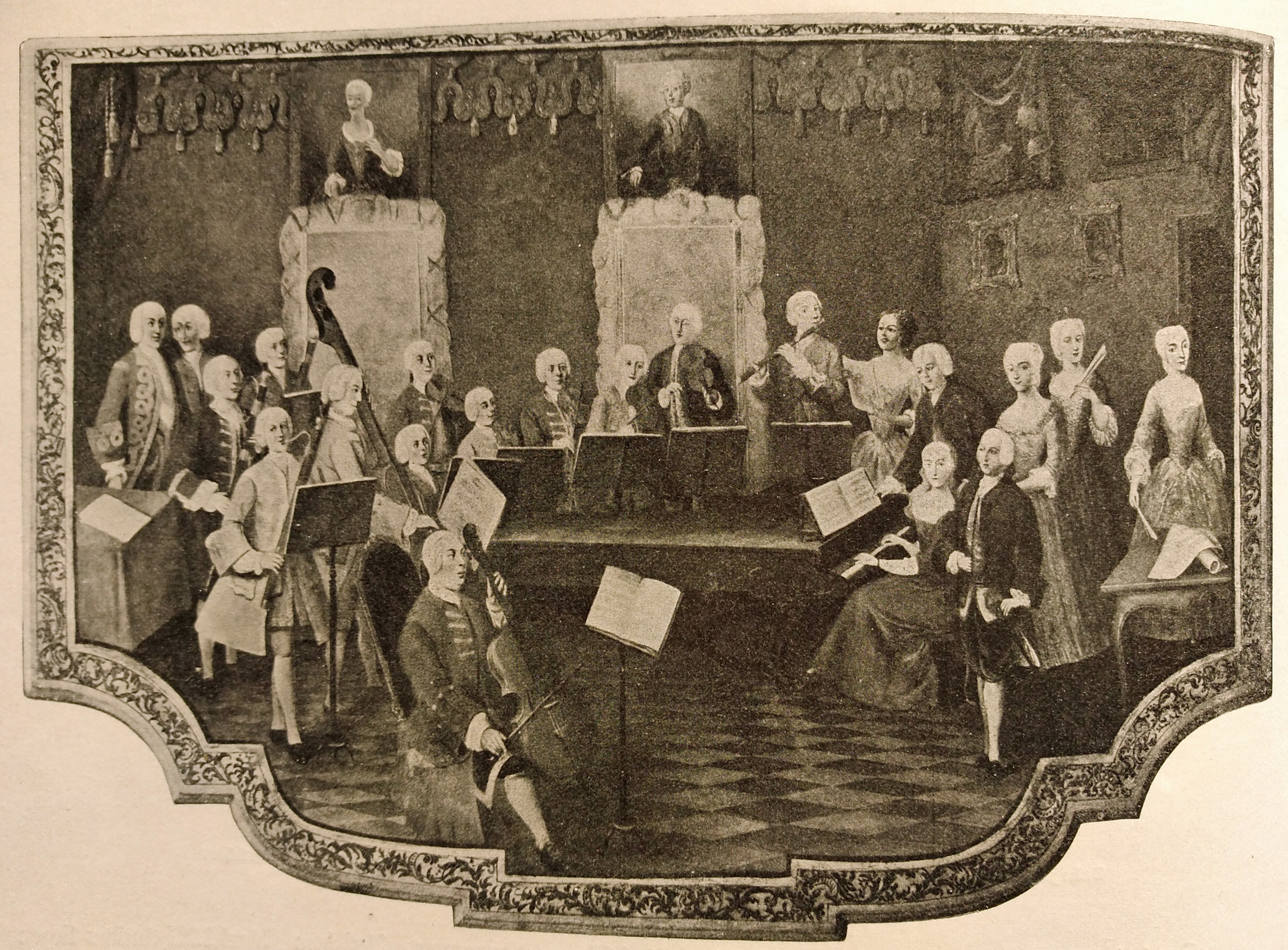
Markgräfin Wilhelmine und ihr Orchester, Herbst 1739. Sie am Cembalo, zu ihrer linken Seite ein offizieller Gast (Sänger Carestini?). Zur Rechten Umblätterer, hinter ihr zwei Hofdamen. In der hinteren Reihe Markgraf Friedrich mit der Flöte, neben ihm Sängerin in Aktion. Eine andere ganz rechts vor ihren Noten wartend. Sechs hohe Streicher und als Bassgruppe drei Fagotte, ein riesiger Kontrabass, ein Cello. Ganz links zwei männliche Beobachter. Das Bild war ein Geschenk an Bruder Friedrich in Berlin.

Die Opernpartitur weist eine Flöte, zwei Trompeten, zwei Oboen, Streicher und Basso continuo auf. Die Flöte wird als solistisches Instrument bei zwei Arien eingesetzt: Arien der beiden Kontrahenten Ormondo und Leonida. Nach Pipers Enzyklopädie des Musiktheaters wurden angeblich sämtliche Gesangspartien für Kastraten konzipiert. Allerdings ist in einem Brief Wilhelmines bewiesen, dass die beiden weiblichen Rollen Palmida und Martesia von Frauen gesungen  wurden.

### Bühne
Das für Argenore errichtete bzw. umgebaute „théatre de l'opéra“ – so Wilhelmines Ausdruck (noch vor dem Bibiena-Opernhaus, das heute Weltkulturerbe ist) – im mittleren Stock des Bayreuther Redoutenhauses schuf der venezianische Theatermann Giovanni Paolo Gaspari, von dem auch die Bühnenbilder dieser Oper „von erstaunlichem szenischen Aufwandt“ stammten, von denen heute nichts erhalten ist. Das schreibt Eckehart Nölle sowie auch, dass die Bühne „ohne Kulissen, Soffitten und Prospekt“ nicht auskommen konnte. Nölle beschreibt auch die Szenerie, die dem Libretto zu Argenore zu entnehmen ist: „Platz, Vorhof, königliche Gemächer, Hafen, Kerker und Tempel.“

### Dramaturgie
Auf den Tod des Herrschers hin ist die Handlung konzipiert. Die „tragedia“ L’Argenore folgt zunächst formal dem italienischen Dramma per musica, der in Europa erfolgreichen dreiaktigen sogenannten Opera seria, wie sie der kaiserliche Hofdichter in Wien, der Italiener Pietro Trapassi – genannt Metastasio – schuf. Sie beginnt mit einem Oboen- und Trompeten-verzierten Anfangschor in der strahlenden Bläsertonart D-Dur, wird von ausgedehnten Rezitativen und 26 (25) Da-capo-Arien erzählt und endet in fahlem c-Moll mit einem Accompagnato-Rezitativ des sich tötenden Argenore.
Schon nach der ersten Szene haben alle Darsteller ein Problem, dessen Lösungsversuche die Handlung zunehmend destruktiv verstricken. Diese Problematik findet besonders in Adagio- und/oder Moll-Arien Ausdruck, deren Anzahl (15 von insgesamt 26 Arien) die übliche Zahl in der Seria-Oper deutlich überschreitet. In diesem Kontext ist von Bedeutung, dass Wilhelmine seit dem Vorjahr (1739) Gelegenheit hatte, einen berühmten Adagio-Sänger, den internationalen Star-Kastraten Giovanni Carestini persönlich an ihrem Hofe als engagierten Sänger zu empfangen und kennen zu lernen. Die Aktionen der Darsteller sind in Rezitativ-Dialogen und -Monologen psychologisch in epischer Breite nachgezeichnet, ebenso ausführlich resumieren die sogenannten Abgangsarien am Ende der Szenen die Handlung mit auskomponierten menschlichen Affekten. Wilhelmine weist den vier Hauptdarstellern Argenore, Palmida, Martesia und Leonida jeweils vier Arien zu, entgegen der Metastasanischen Rollenhierarchie, die niemals vier (durch Anzahl der Arien) gleichberechtigte Sänger zeigt. Ormondo, der „Fremde“, hat davon sechs und Alcasto, der intrigante königliche Beamte, drei. Ab Mitte der Oper baut sich ein dramatisches Stringendo auf, das in ein extrem düsteres Ende ohne lieto fine (gutes Ende) mündet. Zugleich löst die Komponistin das Prinzip der Abgangsarie auf, indem sie diese in der Hitze der Ereignisse im letzten Teil weglässt. Den immer hoffnungsloseren Verstrickungen und Affekten folgen zunehmend erregte Orchestertremuli und accompagnato-Rezitative.
Mit einem solchen beginnt eine Tötungsserie (3. Akt), indem sich Ormondo gewaltsam seines Bewachers Italce aus Kerkerhaft entledigt. Die fünf Hauptdarsteller, die am Ende jeder einen Toten auf dem Gewissen haben, kommen selbst ums Leben, einer nach dem andern. Als letzter erfährt Argenore vom Tod seiner Tochter Palmida, die ins Meer ging und erdolcht sich daraufhin auf der Bühne. Von den sieben Sängerrollen der Oper überlebt nur Martesia, die unwissend zu spät das von ihr gehütete Dokument öffnete, aus dem ersichtlich wird, dass Ormondo und Palmida Geschwister, nämlich Kinder des Argenore waren: Ein negativer Deus ex machina, der statt pompösem Finale auf der fürstlichen Festbühne nur noch dürre Moll-Akkorde der Streicher erklingen lässt.
Das Fehlen eines versöhnlichen Schlusses ist hier explizit geplant und durch nichts aufzuhalten: eine Ausnahme innerhalb der Operngeschichte und insbesondere in der metastasianischen Librettistik zu Wilhelmines Zeit.

## Handlung

### Erster Akt
König Argenore empfängt nach einem gewonnenen Krieg in seiner Residenz Sinope im Lande Ponto am Schwarzen Meer seine beiden Feldherrn Ormondo und Leonida. Mit Ormondo, einem Fremden an seinem Hofe, der sich in der vergangenen Schlacht für ihn eingesetzt hat, verfolgt Argenore große Pläne. Leonida soll zum Dank die Königstochter Palmida zur Frau bekommen. Diese jedoch hat heimlich mit Ormondo ein Liebesverhältnis. Zugegen ist Alcasto, der Berater des Königs, der seinerseits ein Auge auf Palmida geworfen hat; um seinen Nebenbuhler Leonida loszuwerden, behauptet er dem König gegenüber, eine erneute Meuterei im Krisengebiet zwinge zum Handeln. Argenore erteilt Italce den Befehl, abermals eine Schiffsflotte klarzumachen.
Neues Bild: Herzliches Wiedersehn Argenores mit seiner Tochter Palmida. Deren Gefährtin Martesia, Ormondos (vermeintliche) Schwester, mit dem sie an Argenores Hof kam, teilt die allgemeine Freude. Sie ist in Leonida verliebt. Palmida vermisst insgeheim Ormondo, und Argenore fragt sie väterlich, was sie bekümmere, aber sie kann ihr Geheimnis nicht preisgeben.
Ein heimliches Rendezvous Palmidas mit Ormondo im Park wird von Alcasto belauscht. Aus einem unguten Gefühl heraus beschließen beide, erst in der Dunkelheit des Abends weitere Pläne auszutauschen.
Alcasto erzählt dem König von seiner Beobachtung im Park und dem heimlichen Liebesverhältnis Palmidas mit Ormondo, was der König wütend aufnimmt. In der Dunkelheit des Abends ist Alcasto bereits am ausgemachten Treffpunkt der Liebenden. Als Palmida kommt, gibt er sich für Ormondo aus und will sie wegführen, sie erkennt die Falle und will fliehen. Alcasto versucht Gewalt, in diesem Augenblick kommt Ormondo. Es gibt ein Handgemenge, in welchem Ormondo seinen Mantel verliert, mit dem sich Alcasto – unerkannt – entfernt. Sie rätseln, wer es gewesen sein könnte und tippen auf Leonida.
Ormondo, der zu den Schiffen aufbrechen muss, versucht, Palmida zu beruhigen. Die Schlussarie dieses 1. Aktes, eine Arie der Hoffnung, singt Palmida.

### Zweiter Akt
Am nächsten Morgen verzögert ein Unwetter die Abreise der Schiffe. Martesia, die einen blutigen Traum um das Schicksal ihres (vermeintlichen) Bruders Ormondo hatte, bittet den König, Ormondo nicht (erneut) in den Krieg zu senden, doch der König bleibt hart. Alcasto schwärzt Ormondo beim König an, dieser habe Palmida entführen wollen, was er verhindert hätte und zeigt zum Beweis dessen Mantel. Argenore kommt in Wut und kündigt Leonida an, dass er Palmida zwingen werde, ihn zu heiraten. Palmida, die einen Fluchtplan verfolgt, den sie beim letzten Treffen Ormondo nicht mitteilen konnte, holt dies jetzt am aufgewühlten Meeresufer nach, um mit ihm zu fliehen. In diesem Moment wird Ormondo von der königlichen Wache gefangen genommen. Er gerät in Wut über diese Undankbarkeit des Königs. Der anwesende Leonida rät Palmida, Ormondo zu besänftigen. Als er merkt, dass er nichts bei ihr ausrichten kann, fragt er, ob er lieber sterben solle, was Palmida bejaht, was aber sofort Schuldgefühle in ihr auslöst, die in die Arienmusik einfließen.
Argenore befiehlt, ihm das „schändliche“ Paar auszuliefern und verlangt von seiner Tochter, sie solle Ormondo erdolchen, andernfalls müssten beide sterben. Die befleckte Familienehre soll mit dem Blut des „Fremden“ abgewaschen werden. (Ormondo ist (angeblicher) Sohn des von Argenore besiegten Feindes Acabo). Palmida wird ohnmächtig. Martesia, die alles miterlebt hat, singt die Schlussarie des 2. Aktes, die die Versteinerung ihrer Gefühle angesichts dieser Szenen zum Ausdruck bringt.

### Dritter Akt
1. Accompagnato: Ormondo in Ketten im Gefängnis. Italce kommt mit Giftbecher und fordert ihn auf, sich für Gift oder Schwert zu entscheiden. Aber Ormodo gelingt es, die Wache zu überlisten und zu entkommen, dabei wird Italce getötet. König Argenore, der Ormondo tot wähnt, will Palmida ihrem (toten) Liebsten vorführen, um sie zu erpressen, Leonida zu heiraten – oder zu sterben. Der anwesende Alcasto weist darauf hin, dass der Tote nicht Ormondo, sondern Italce ist. Leonida bekommt daraufhin den Befehl des Königs, den geflohenen Ormondo zu verfolgen.
Neues Bühnenbild: Festung bei Sinope, Graben und Ziehbrücke. Ormondo und seine Getreuen sind zum Kampf bereit. Ormondo duelliert sich mit Leonida, an ihren Rufen erkennt man, dass sie um Palmida kämpfen, dabei wird Ormondo von Leonida verwundet und stirbt.
Angesichts der gesteigerten Verwicklungen will Martesia dem König in der Festung einen verschlossenen Brief übergeben, aber Argenore hat andere Sorgen und weist sie ab. Es ist der Brief ihres Vaters Acabo, den er ihr vor seinem Tod mit dem Wunsch gab, ihn zu öffnen, falls Ormondo in Not sei. In diesem Augenblick erfährt sie von Ormondos Tod. Sie fühlt sich nun schuldig, zu spät gekommen zu sein. Letzte Arie der Oper, in der sie ihre Schuld, die Götter geschlagen zu haben, beklagt. Palmida verfällt angesichts des Todes ihres Ormondo in Raserei und tötet Leonida, als er sie beschwichtigen will. In dieser aussichtslosen Lage öffnet König Argenore den Brief, in dem er liest, dass Ormondo sein (von Acabo als Kind geraubter) Sohn Eumenes war.
2. Accompagnato: Palmida erkennt, dass sie ihren Bruder geliebt hat und verschwindet: Als Argenore von Alcasto erfährt, dass seine Tochter ins Meer gegangen ist, erkennt er ihn als falschen Berater und lässt ihn sofort töten.
3. Accompagnato: Er erkennt, dass er am Unglück seiner Kinder schuld ist, besteigt einen Kahn und erdolcht sich auf offener Bühne. Fine della Tragedia

## Die semantische Ebene der Tragedia Argenore
Beim Vergleich der Gesangstexte in der autographen Partitur mit denen des gedruckten Librettos zeigen sich mehrfach Abweichungen voneinander; das war in der damaligen Opernpraxis nicht ungewöhnlich. Jedoch wird zunehmend diskutiert, ob und inwiefern hinter diesen Abweichungen eine absichtliche Aussage der Autorin versteckt ist. Die Regisseurin Susanne Vill machte erstmals während der Vorbereitungen zur Aufführung 1993 in Erlangen auf Parallelen zu Wilhelmines Memoiren aufmerksam. Ruth Müller-Lindenberg (2005) bezeichnete die Oper als ein Palimpsest, das ein verschüttetes Drama enthalte.
Bereits in der Vorbereitungs- und Probenzeit zur Uraufführung von Wilhelmines L’Argenore (1739/1740. Das Bild mit Wilhelmines Orchester stammt, laut Brief, vom Herbst 1739) machte ein kommentierendes, kryptisch angelegtes Gedicht Friedrichs II. an seine Schwester auf ein Rätsel (eine Lüge) im Zusammenhang mit der Oper aufmerksam, das bis heute nicht aufgeklärt ist: Die letzte Zeile dieses Gedichts, die auf den Parnass, wo Du gebietest hinweist, lautet:

„Apoll in seiner Herrlichkeit/ Verblasst vor Dir, wie vor der Wahrheit Lichte/ Die Lüge wird zunichte.“

### Die Rolle der Martesia
Die Tragik der Königstochter Palmida, die ahnungslos ihren Bruder (Ormondo=Eumenes) liebte, überdeckt – oberflächlich gesehen – die Rolle der Martesia, die zwar mit ihr zur zahlenmäßig gleichwertig bedachten Sängerkonstellation angehört (vier Arien), aber nur in der (vermeintlich untergeordneten) Rolle einer Gefährtin der Königstochter. „Vermeintlich untergeordnet“  weil die Komponistin ihr jeweils die wichtigsten, nämlich die Schlussarien des 2. und 3. Aktes zugedacht hat und mit letzterer die letzte Arie der Oper überhaupt. In dieser letzten Arie der Oper klagt sie den „barbaro padre“ an (grausamer Vater, wobei offen bleibt, ob sie ihren leiblichen oder Argenore meint), aber auch ihre eigene Schuld, die Götter geschlagen zu haben. Jedoch erkennt der Zuhörer keinerlei Schuld Martesias. Im Gegenteil: sie überwindet selbstlos ihre Liebe zu Leonida, indem sie ihm bei der Werbung um Palmida hilft. Alle anderen, auch Palmida, bringen nacheinander im Affekt einen ihnen nahe stehenden Menschen um. Martesia ist es, die das Dokument aus der Hand ihres (leiblichen) Vaters verwahrt, das alle Verwicklungen klärt. Dies aber – die dramaturgische Situation lässt es nicht eher zu – zu spät.
Der König fordert kurz vor seiner Selbsttötung Martesia auf, ihm aus den Augen zu verschwinden, dabei nennt er sie „fiero mostro“ (Ende Szena ultima); der Ausdruck „stolzes Ungeheuer“ für ein reales Beziehungsgeflecht, wie es sich nur zwischen Vater und leiblicher Tochter entwickeln konnte, obwohl Martesia in der Oper nicht seine, sondern die Tochter Acabos, seines Feindes ist. Als diese überlebt sie als einzige Person diese königliche Familientragödie.
Dass der Name „Martesia“ auf eine Amazonenkönigin (Marpesia) zurückzuführen ist, kann als genialer Schachzug Wilhelmines gesehen werden: Eine friedliche, selbstlose Amazone, die ohne Waffengebrauch, dennoch im Text als „fiero mostro“ tituliert, den Tyrannen Argenore entlarvt und zur Selbstjustiz zwingt.
Ähnliche Züge wie Martesia, nämlich Unerfüllbarkeit der Liebe, hat auch die des Leonida (dessen Figur auch eine geschichtliche ist): Diese Figur (Leonida) hat mit Ormondo eine Arie mit konzertierender Flöte gemeinsam, dem Lieblingsinstrument von Kronprinz Friedrich und Markgraf Friedrich; und – worüber man spekulieren mag: auch von Hans Hermann von Katte, der wegen des Fluchtversuchs des Kronprinzen von Wilhelmines Vater, König Friedrich Wilhelm I. als Mitschuldiger zum Tode verurteilt wurde. Und: die Oper Argenore war zur Aufführung im Jahr 1740 entstanden, dem 10-jährigen Todesjahr Kattes.
In den Diskussionen zu dieser Oper wurde mehrmals zum Ausdruck gebracht, dass Wilhelmine in der Opern-Konstellation König (Vater) / Martesia (fremde Tochter) möglicherweise ihr persönliches Verhältnis zu Friedrich Wilhelm I., ihrem Vater, zum Ausdruck brachte, nach Müller-Lindenberg in einem „verschütteten“ Familiendrama.

### Rätsel um die Aufführung
Laut Titel des Librettos sollte die Oper im Jahr 1740 zum Geburtstag des Bayreuther Markgrafen Friedrich (10. Mai), Wilhelmines Gemahl, aufgeführt und gleichzeitig, so Wilhelmine, ein neues Opernhaus damit eingeweiht werden.
Im selben Jahr jährte sich zum 10. Mal der Tod des Jugendfreundes der königlichen Geschwister Wilhelmine und Friedrich der Große, Hans Hermann von Katte, der am 6. November 1730 nach dem Fluchtversuch des Kronprinzen durch Beschluss des Königs, ihres Vaters, wegen Beihilfe hingerichtet wurde. Wilhelmine war in diese Tragödie involviert, ohne dass darüber Berichtende darauf eingingen. Sie war damals genauso (im Schloss) inhaftiert wie ihr Bruder Friedrich in Küstrin.
Heute wird verschiedentlich die Ansicht vertreten, dass eine Aufführung 1740 nicht zustande kam. Wilhelmine deutete zwar an, meine arme Oper wird sich in Luft auflösen, wir werden unsere fröhlichen Gesänge in Trauergesänge verwandeln müssen…, aber eine andere Aussage spricht dennoch von Opernaktivitäten bis kurz vor dem Tod von Wilhelmines Vater. Die erste, nachweislich sichere Inszenierung sowie Problemuntersuchungen des Argenorestoffes veranstaltete im Jahr 1993 die Universität Erlangen.

## Rezeption
- Die Oper war laut Titelseite des Librettos zum „höchsterfreulichen Geburtsfest“ des Markgrafen Friedrich von Bayreuth, Wilhelmines Gemahl, geplant und sollte ein neues Theatre de L’Opera einweihen (Ehemaliges Redoutenhaus).
- Im Laufe der Vorbereitungen zum 200-jährigen Todestag und 250-jährigen Geburtstag Wilhelmines 1958/1959 in Bayreuth wurde die Partitur der Oper entdeckt, aber eine Aufführung ihres Inhalts wegen abgelehnt. Dafür wurde die Festa teatrale L’Huomo von Andrea Bernasconi aufgeführt, deren französisches Libretto sowie zwei Cavatinen von Wilhelmine stammen.
- Die Oper wurde 1993 durch die Universität Erlangen in unserer Zeit erstaufgeführt. Regie führte Susanne Vill. Für dieses Projekt wurde die Problematik des Opernstoffes Argenore erarbeitet und in einem Programmheft zur Aufführung zusammengefasst.
- Seitdem erfuhr das Werk mehrfach Neuinszenierungen: nach Erlangen in Potsdam, Berlin-Neukölln, 15 Jahre nach Erlangen in Bayreuth, danach in Rheinsberg. Die Oper wurde Gegenstand ausführlicher Forschungen.[37]
- Bei einer Bayreuther Inszenierung in unserer Zeit wurde als Ersatz für das fehlende lieto fine eine Sinfonia von Johann Pfeiffer geboten.
- Die Bezeichnung der Oper innerhalb der beiden Ausgaben (Faksimile 1983 und moderne Partitur 2005) deuten die Schwierigkeit der stilistischen Einordnung der Tragedia L’Argenore an: „Rokoko-Oper“ (Bauer 1983); „Erbe deutscher Musik“ obwohl in italienischer Sprache komponiert (Schott-Verlag 2005).

### Ausgaben
1983 veröffentlichte Hans Joachim Bauer im Auftrag der Universität Bayreuth das verkleinerte Faksimile der autographen Partitur mit ausführlichem Text:
- Rokoko-Oper in Bayreuth. „Argenore“ der Markgräfin Wilhelmine. (Thurnauer Schriften zum Musiktheater) Laaber 1983, Bd. 8.

1996 veröffentlichte Wolfgang Hirschmann im Schott-Verlag eine moderne, gedruckte Partitur mit dem italienisch/deutschen Faksimile des Librettos, Faksimileseiten des Autographs von Wilhelmine sowie ausführlichem Text:
- Wilhelmine von Bayreuth/ Argenore/ 1740/ Oper in drei Akten/ Italienischer Gesangstext von Giovanni Andrea Galletti. Schott Musik International, Mainz 1996. Abteilung Oper und Sologesang, Bd. 13. (Das Erbe Deutscher Musik) BSS 48612.

### Aufführungen
Ob Wilhelmines Oper L’Argenore zum Geburtsfest ihres Mannes, des Markgrafen von Bayreuth, am 10. Mai 1740 tatsächlich aufgeführt wurde, ist unklar.
Aufführungen in unserer Zeit:
- 31. Oktober und 1. November 1993 Markgrafentheater Erlangen. Zur 250-Jahr-Feier der Universität Erlangen
- 6. Juli 2001 (Premiere), Saalbau Neukölln, Berlin. Ein Projekt der Hochschule der Künste Berlin, im Rahmen von „Preußen 2001“
- 17. November 2001 (Premiere), Schlosstheater Potsdam. Aufführung des Hans Otto Theaters Potsdam
- 8. und 9. Mai 2009, Markgräfliches Opernhaus Bayreuth. Musica Bayreuth 2009
- 27. April 2012 Schlosstheater Rheinsberg. Aufführung der Musikakademie Rheinsberg
- 9. Juni 2021 (Premiere) Theater Münster, 11. und 18. Juni 2021 (unter Corona-Auflagen)
- Schweden September 2021 in the baroque opera house „Confidencen“ in Ulriksdal Castel
- Aufführung in Malmö, Schweden am 22. September 2022
- Aufführung am 24. November 2022 in Nienburg/Weser, erste ungekürzte Aufführung.[38]